# Sörmlands-Frasse
Frans Gunnar Hellström, känd som Sörmlands-Frasse, född 15 augusti 1898 i Stallarholmen i nuvarande Strängnäs kommun, död 15 juni 1986 i Bolum, Skaraborgs län.

## Biografi
Sörmlands-Frasse var sjöman, målarmästare och spelman. I yngre år var han predikant i pingströrelsen men kom ihop sig med Lewi Pethrus och lämnade denna karriär. Han var sedan målarmästare i 35 år. Han fick ett munspel som liten och lärde sig spela på egen hand. Han gjorde sin första visa som fjortonåring och det blev många hundra visor totalt.
Den 17 april 1954 gifte han sig med Dagny Maria Brodin, kallad Frassa, född den 28 april 1911 i S:t Nicolai i Stockholm. De fick  fem barn, bl.a. dottern Berith som var med och sjöng tillsammans föräldrarna.
Efter sin yrkesverksamma tid blev han artist och bondkomiker. Han sågs i långa, vita polisonger, en hög engelsk 1700-talshatt, stort krås i halsen och en frack som påstods ha tillhört Haile Selassie. Han och hustrun samt dottern Berith började turnera i folkparkerna på 1960-talet. Han hävdade att han var den som skrivit "Elektricitetsvisan", som Tage Danielsson framförde i "88-öresrevyn". Dock har Elektricitetsvisan tillskrivits Skånska Lasse. Han gjorde en skivinspelning 1968, "SörmlandsFrasse – Framförd i Full Frihet".
Frasse och Frassa deltog i Gärdesfesten 1970, uppträdde på viskrogar och i hembygdsgårdar, stod på Hötorget i Stockholm och spelade samt sålde häften med visor och dikter. Han skrev häftet "Välkomna igenom vår dörr", ett häfte med visor, sketcher och monologer. Paret flyttade till Västergötland på gamla dar (Ramstorp, Bolum och Falköping).